# Кальтенвестхайм
Кальтенвестхайм (нем. Kaltenwestheim) — община в Германии, в земле Тюрингия. 
Входит в состав района Шмалькальден-Майнинген. Подчиняется управлению Хоэ Рён.  Население составляет 979 человек (на 31 декабря 2010 года). Занимает площадь 19,36 км².